# Puszta

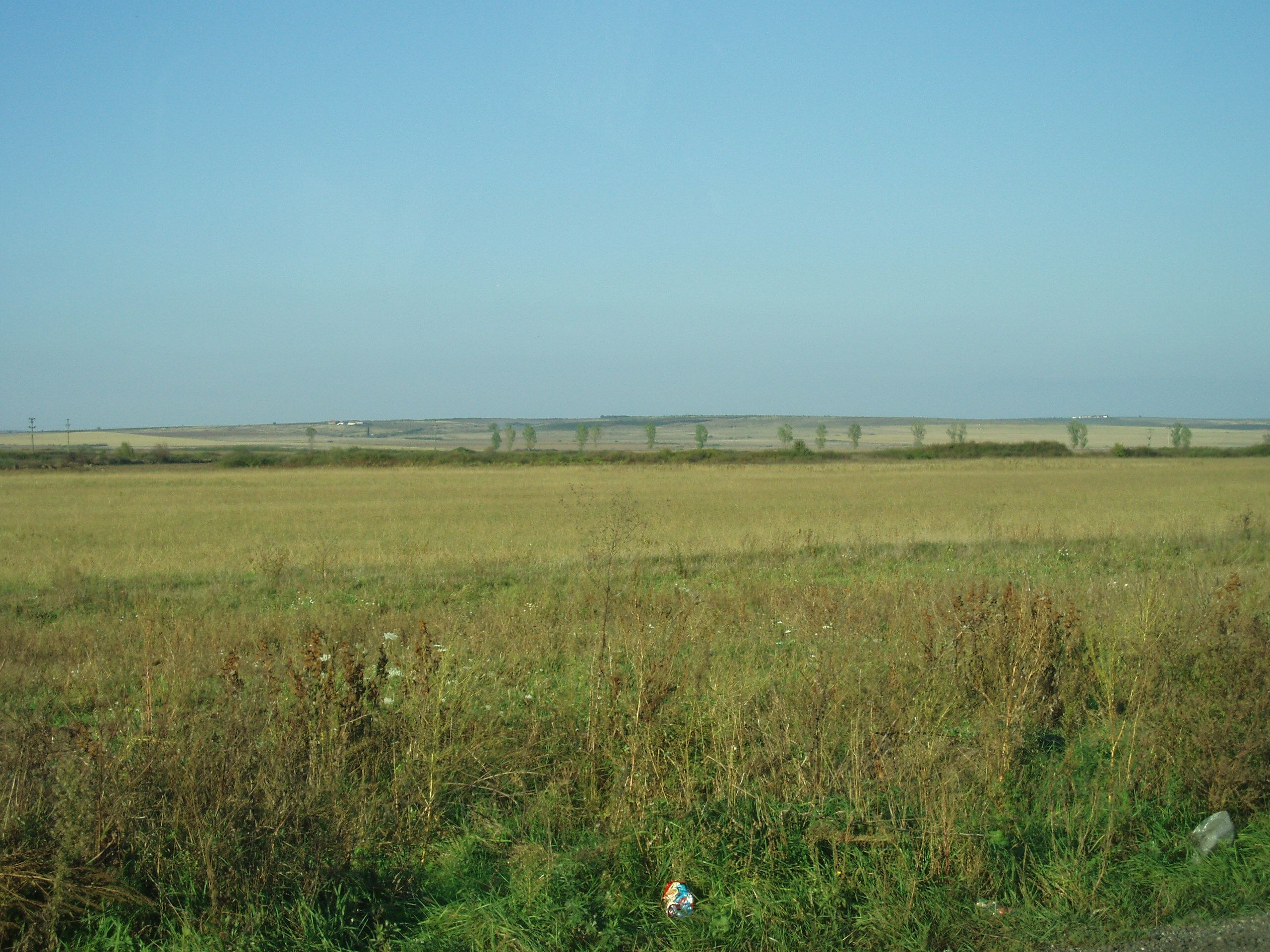
La puszta junto a la frontera rumana.

El término puszta (IPA ['pustɒ], en italiano a menudo /'pusta/) es un término húngaro utilizado para indicar vastas extensiones de llanura esteparia, típicas de las tierras planas de Hungría.
El territorio de la puszta es estéril, inhóspito, una especie de desierto herboso y en origen se refería a partes llanas de la gran llanura húngara (Alföld), habitada por pastores de ganado vacuno y equino.
Este término deriva de un adjetivo eslavo que significa "vacío, desolado" y se refiere también a granjas rodeadas por vastos campos; en este sentido, ha entrado a formar parte del nombre de algunos lugares (como puszta de Hortobágy).